# Hatiora epiphylloides subsp. bradei
A Hatiora epiphylloides subsp. bradei egy termesztésben kevéssé ismert növény, a kaktuszok között szokatlan kinézettel. A Hatiora nemzetségen belül a Rhipsalidopsis alnemzetség tagja.

## Elterjedése és élőhelye
Brazília: Rio de Janeiro és Sao Paulo államok, Serra do Mar and Serra da Bocaina, epifitikus az atlanti erdőkben, 1000 m tengerszint feletti magasság felett.

## Jellemzői
Az alapfajtól vékonyabb szárszegmenseivel különbözik, melyek néhány laterális areolát hordoznak csupán. Egy extrém formájának hiányoznak a laterális areolái, mely csak kultúrában fordul elő. A hajtás max. 80 cm hosszú, lecsöngő, a virágok sárgák, 20 mm hosszúak.